# Eddie Colman
Eddie Colman (ur. 1 listopada 1936, zm. 6 lutego 1958) – angielski piłkarz, który grał na pozycji pomocnika. Zginął w katastrofie lotniczej w Monachium.
Jeden z ośmiu piłkarzy, którzy zginęli w katastrofie. Colman urodził się w Salford, Lancashire i dołączył do młodzieżowej drużyny Manchesteru United, jednocześnie opuszczając szkołę w lecie 1952 roku. Członkiem pierwszej drużyny został w sezonie 1955/56.  Przez 2,5 roku wystąpił 108 razy w pierwszej drużynie strzelając dwie bramki - jedną z nich w pierwszym meczu z Crvena Zvezdą. W tym czasie miał pseudonim Snakehips.